# Militärwesen
Das Militärwesen (lateinisch res militaris – die ‚militärische Sache‘; französisch les affaires militaires, russisch военное дело [wojennoje djelo]) bezeichnet die Gesamtheit der militärisch organisierten, geführten, ausgerüsteten und ausgebildeten Kräfte und der militärtechnischen Mittel sowie der wissenschaftlichen Erkenntnisse und Theorien zur Wahrnehmung und Durchsetzung der politischen Interessen von Staaten (Staatengruppen) oder Nationen mit militärischen Mitteln, insbesondere durch bewaffnete Gewalt.
Die Grundelemente des Militärwesens treten im Militär, darunter in den Streitkräften, und in den anderen Organen der Landesverteidigung eines Staates oder einer Militärkoalition in Erscheinung.

## Begriffsgeschichte

### Aufkommen des Begriffs
Das Militärwesen, früher Heerwesen oder Heereswesen, altertümlicher auch Kriegswesen genannt, entstand mit dem Übergang der (Gentil-)Stammesgesellschaft zur Klassengesellschaft. Sein jeweiliger Entwicklungsstand ist abhängig vom Niveau der Produktivkräfte, die über die Bewaffnung und Ausrüstung auf das Militärwesen insgesamt einwirken. Bedeutenden Einfluss auf das Militärwesen hat der Charakter der Eigentumsverhältnisse und der durch sie bestimmte Charakter der Politik.

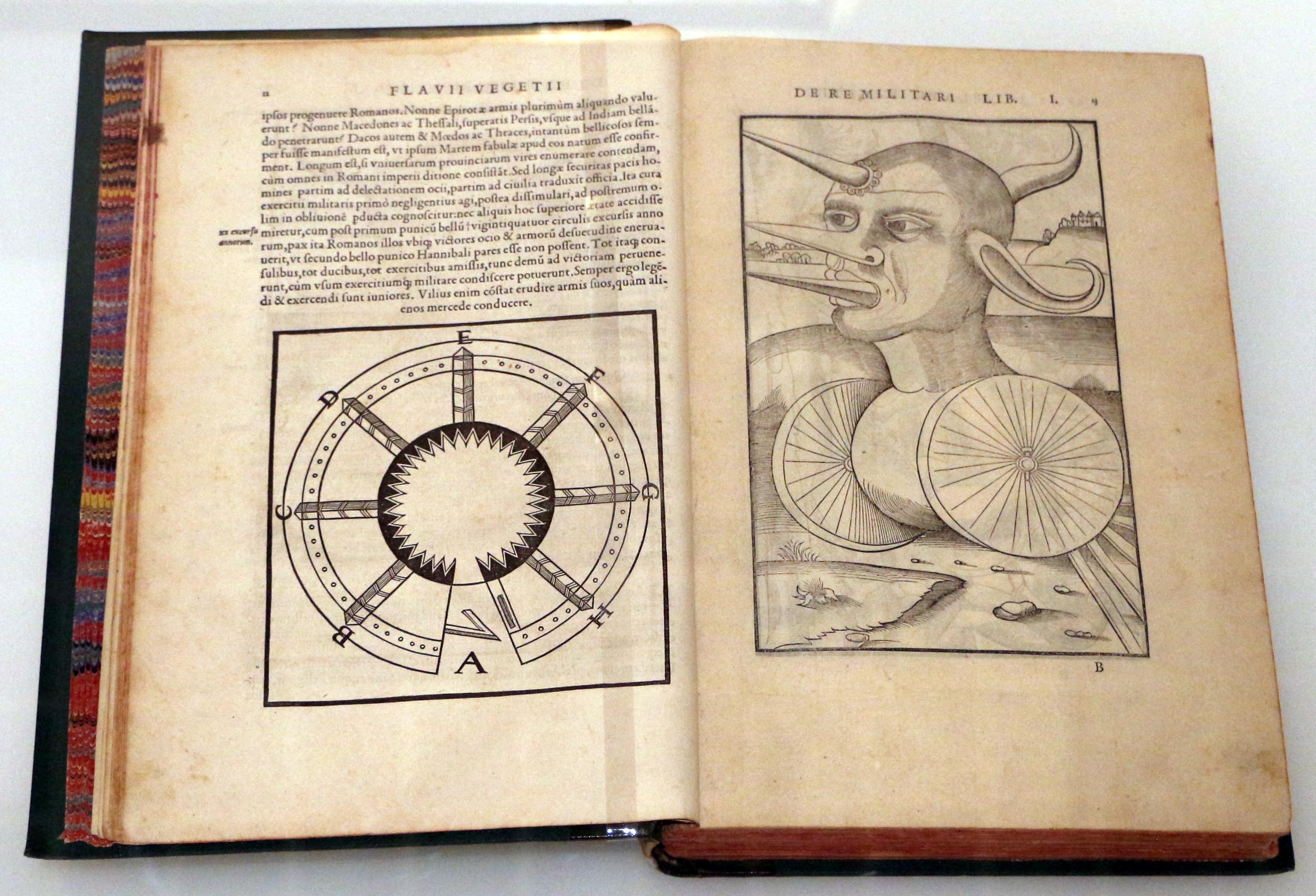
Flavius vegetius renatus (383–450), de rei militari libri IV, parigi 1535

In der Literatur hat der Begriff Militärwesen bereits im 4./5. Jahrhundert Eingang gefunden. Eine Schrift von Flavius Vegetius Renatus (383–450) verwendet im Werktitel  (lateinisch Epitoma res militaris) diesen Begriff, der zunächst mit Kriegskunde oder militärische Sache (Militärsache, russisch военное дело [wojennoje djelo]) oder später eben mit Militärwesen ins Deutsche übertragen wurde.
Am Übergang des 19./20. Jahrhunderts verstand man darunter den Gesamtkomplex der bewaffneten Macht eines Staatswesens. So wie bei Waldschütz (1910–1913)  zählten zum Militärwesen alle Themen in Bezug auf die bewaffneten Verbände und Soldaten selbst (das Militär, im Besonderen die Allgemeine Truppenkunde). Hinzu kamen folgerichtig die rechtlichen Rahmenbedingungen (Wehrrecht, nationales und internationales Kriegsrecht, militärische Verträge und Abkommen) und die Militärpolitik. Das Verständnis wurde sogar auf die  Militärwissenschaft ausgedehnt, d. h. auf alles, was sich auf die Kunst und Wissenschaft der Kriegsführung und des Kriegshandwerks (altertümlich: das Kriegswesen im eigentlichen Sinne) bezieht sowie auf die militärischen Traditionen und Gebräuche.

### Interpretationen zum Begriff
Im allgemeinen Verständnis (im weiteren Sinne) sind mit Militärwesen alle Fragen der militärischen Theorie und Praxis erfasst, die mit dem Aufbau, der Ausbildung und den Handlungen der Streitkräfte in Friedenszeit und in bewaffneten Konflikten (im Krieg), aber auch mit der Vorbereitung der Bevölkerung auf einen militärischen Konflikt (Krieg) verbunden sind.
Im engeren Sinne werden mit dem Begriff Militärwesen die Fachkenntnisse charakterisiert, die für Soldaten und Dienstpflichtige zur erfolgreichen Erfüllung ihrer soldatischen Pflichten zu erwerben sind.
In dieser Dualität wird z. B. unter Militaria (lat.) sowohl die gesamte Literatur über das Militärwesen gefasst als auch nur auf ein bestimmtes fachspezifisches historisches Sammlerstück verwiesen.
Mit Militärwesen (Zeitschrift für Militärpolitik) war eine militärische Fachzeitschrift in der Deutschen Demokratischen Republik (DDR) betitelt, die den Begriff im weiteren Sinne in den Monatsheften nutzte.
Die wissenschaftlich-technischen Innovationen im Atom- und Cyberzeitalter, die mitunter als Revolution im Militärwesen bezeichnet werden, führen zu tiefgreifenden qualitativen Veränderungen und quantitativen Erweiterungen im Gegenstand des Militärwesens. Das Militärwesen wird kontinuierlich weitere Gegenstände aufnehmen.